# Nineb Youk
Ninab Samir Youkhanna, känd som Nineb Youk, född 27 juni 1996 i Botkyrka kommun, är en svensk-assyrisk rappare.
Han är uppvuxen i Botkyrka, Bankeryd, Jönköping och Södertälje.
Nineb Youk släppte albumet ULTIMA RATIO år 2023 som nådde 10 plats på Sverigetopplistan.

## Diskografi

### Studioalbum
| År   | Albuminformation | SVE |
| ---- | --- | --- |
| 2021 | Life is Hard - Släppt: 5 februari 2021 - Skivbolag: Fellas Records (Amuse) - Format: Digital nedladdning, strömning | 4   |
| 2023 | Ultima Ratio - Släppt: 24 februari 2023 - Skivbolag: Independent (Amuse) - Format: Digital nedladdning, strömning   | 10  |
| 2024 | Två Världar - Släppt: 26 april 2024 - Skivbolag: ATM Records (Amuse) - Format: Digital nedladdning, strömning       |     |